# Крессевич, Джузеппе
Джузеппе Крессевич (итал. Giuseppe Kressevich; 8 февраля 1916, Триест — 1994, Триест) — итальянский легкоатлет, специалист по спортивной ходьбе. Выступал за сборную Италии по лёгкой атлетике в 1940-х и 1950-х годах, многократный победитель и призёр первенств национального значения, участник летних Олимпийских игр в Хельсинки.

## Биография
Джузеппе Крессевич родился 8 февраля 1916 года в городе Триесте, входившем тогда в состав Австро-Венгрии.
Занимался лёгкой атлетикой в клубе Edera TS.
С конца 1930-х годов являлся сильнейшим спортсменом Италии в ходьбе на 10 000 метров, в частности в 1939—1945 годах неизменно выигрывал чемпионат страны в данной дисциплине, после чего уступил лидерство следующему многолетнему чемпиону Пино Дордони. Помимо этого, в 1945 году также один раз одержал победу на чемпионате Италии в ходьбе на 50 км.
В 1947 году установил свой личный рекорд в ходьбе на 50 км — 4:42:34.
Наивысшего успеха на международной арене добился в сезоне 1952 года, когда вошёл в основной состав итальянской национальной сборной и благодаря череде удачных выступлений удостоился права защищать честь страны на летних Олимпийских играх в Хельсинки — в программе спортивной ходьбы на 50 км показал результат 4:44:30, расположившись в итоговом протоколе соревнований на десятой строке.
Умер в 1994 году.